# کریستن هایس
کریستن هایس (به انگلیسی: Kristen Heiss) (زادهٔ ۱۲ مهٔ ۱۹۸۷) شناگر اهل ایالات متحده آمریکا است.